# Chiesa dello Spirito Santo (Batumi)
La chiesa dello Spirito Santo (in georgiano სულიწმიდის კათოლიკური ეკლესია?) è una chiesa cattolica di Batumi, in Georgia. Fu costruita negli anni novanta e poi consacrata nel 2000 dall'amministratore apostolico Giuseppe Pasotto. Il progetto è opera degli architetti Oleg Pataridze e Giorgi Baghoshvili. L'edificio è sito non lontano dal porto della città.